# Danegeld

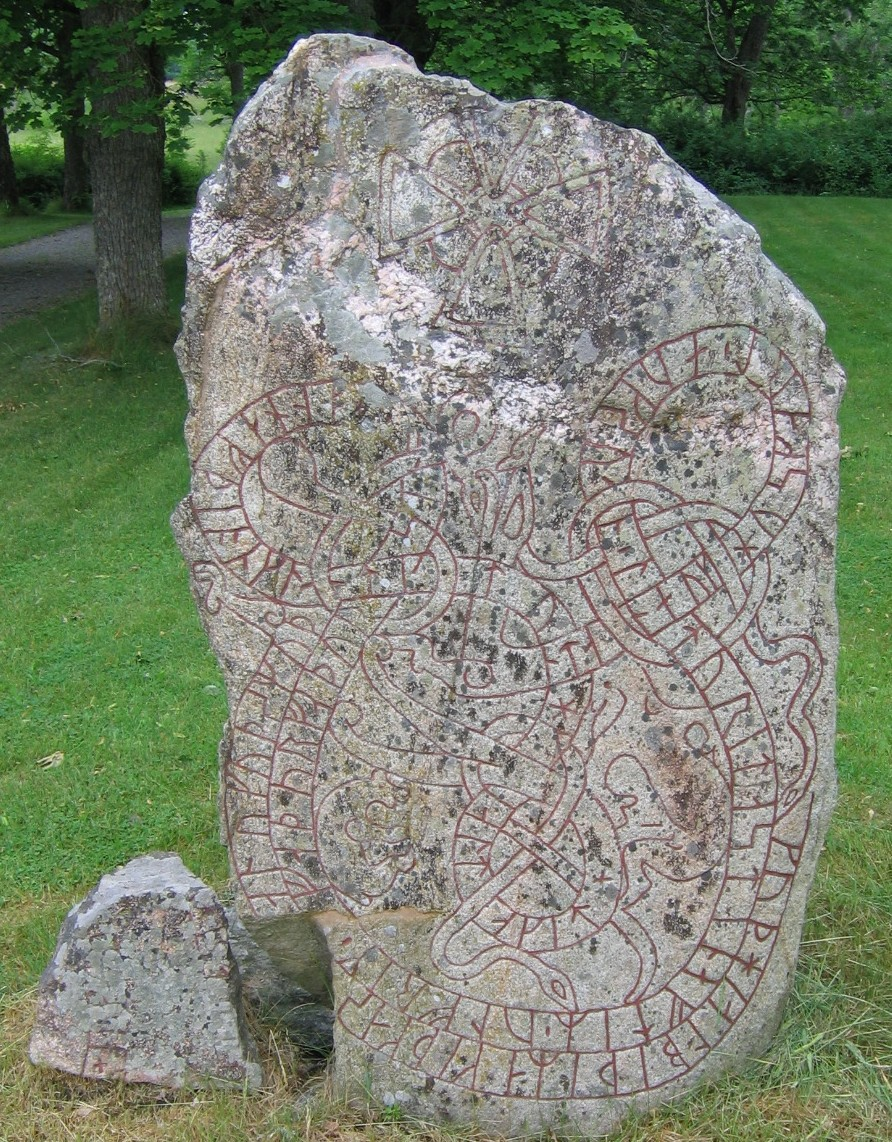
La piedra rúnica U 241 de Lingsberg, Uppland, Suecia, levantado por los nietos de Ulfríkr sobre al año 1050 conmemorando que había recibido dos danegelds en Inglaterra.

El danegeld (o impuesto danés, literalmente del nórdico antiguo: oro danés) fue un impuesto aplicado para el pago de tributo a los expedicionarios vikingos para evitar el saqueo y piratería en tierras de influencia. Se le denominaba comúnmente el geld o gafol en fuentes del siglo XI, Gafol, gyld y en una ocasión también como heregild aparece en la crónica anglosajona aunque el término Danegeld no apareció hasta principios del siglo XII.  Era un impuesto característico en Inglaterra y la Francia carolingia durante los siglos IX y XI, siendo ambos tributarios para evitar a los atacantes y como pago para cubrir gastos de fuerzas defensivas.

## Inglaterra
Las expediciones vikingas a Inglaterra eran habitualmente lideradas por los propios reyes daneses; eran hordas compuestas por guerreros de toda Escandinavia, y eventualmente solían regresar a casa con más de cien toneladas de plata.

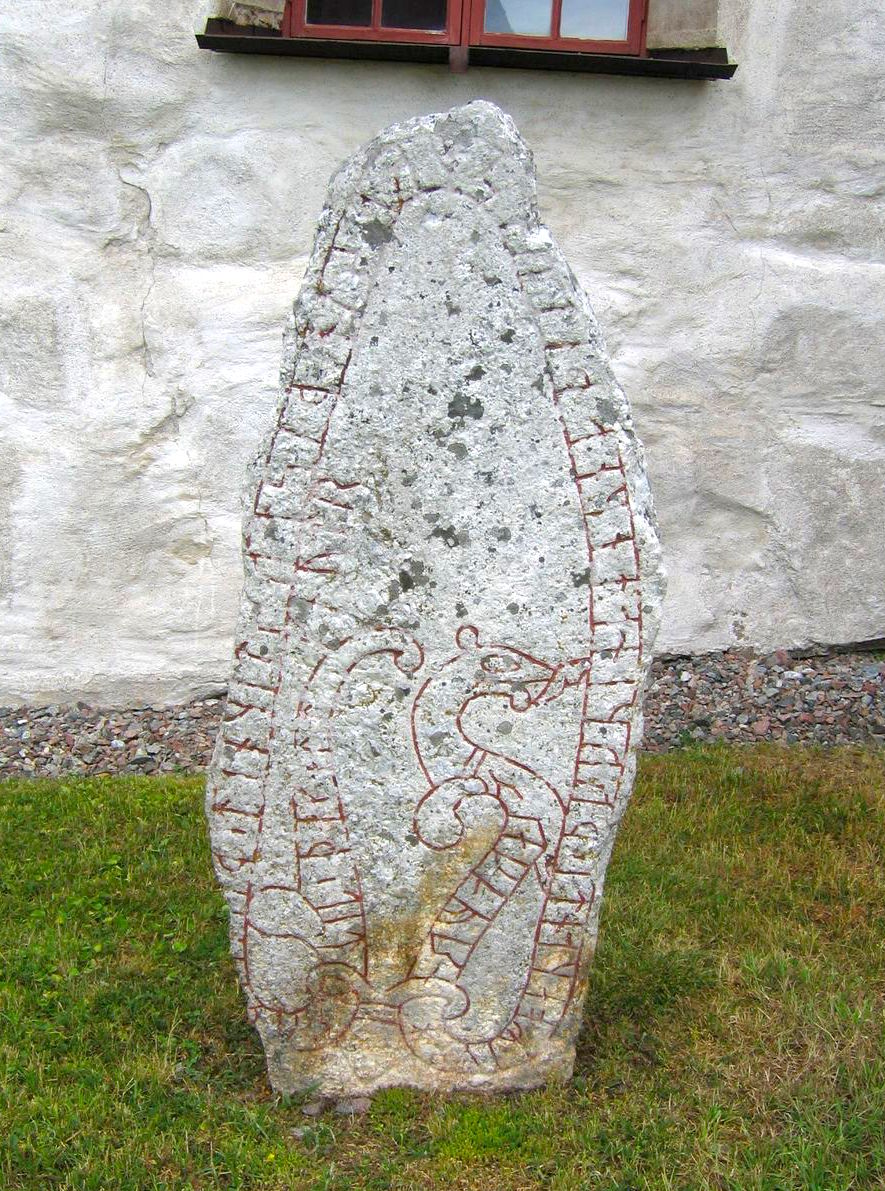
La piedra rúnica U 344 de Orkesta, Uppland, Suecia, levantada en memoria del vikingo Ulf de Borresta, cita que había recibido tres danegelds en Inglaterra. El primero con el caudillo Skagul Toste, el segundo con el mercenario vikingo Thorkell el Alto y el tercero con Canuto el Grande.

### Era Anglosajona
Un pago inglés de 10 000 libras romanas de plata, fue el primer pago documentado en el año 991 tras el triunfo vikingo en la batalla de Maldon en Essex, cuando el rey, Etelredo II el Indeciso fue instado por el arzobispo Sigerico el Serio y los concejales de las provincias del suroeste a pagar a los vikingos y frenar las continuas trifulcas armadas. Un manuscrito de la crónica anglosajona cita a Olav Tryggvason encabezando a las fuerzas vikingas.
Hacia  994 los daneses, bajo Svend I de Dinamarca y Olaf I de Noruega, regresaron y asediaron Londres y fueron compensados de nuevo; la cantidad de plata pagada impresionó tanto que comenzó a cuajar la idea de que era mucho más provechoso arrancarles pagos que los beneficios que podrían conseguir actuando por su cuenta con los habituales pillajes.
Siguieron los pagos en el año 1002, y especialmente significativo el año 1007 cuando Alphege de Canterbury compró dos años de paz a los daneses por 36 000 libras troy (unos 13 400 kilogramos) de plata. En 1012, tras la captura de nuevo y asesinato de Alphege y el saqueo de Canterbury, los daneses recibieron otros 48 000 libras troy (aproximadamente 17 900 kilogramos) de plata.
En 1016 Canuto el Grande, hijo de Svend I de Dinamarca, se convirtió el rey de Inglaterra. Después de dos años se sintió suficientemente seguro del control de su nuevo reino al extremo de cubrir todos los pagos pendientes a excepción de 40 naves de su flota de la invasión, que retuvo como guardia personal, con un enorme danegeld de 72 000 libras troy (unos 26 900 kilogramos) de plata recogidos en todo el país, más 10 500 libras más (3900 kilogramos) de plata recaudados solo en Londres.

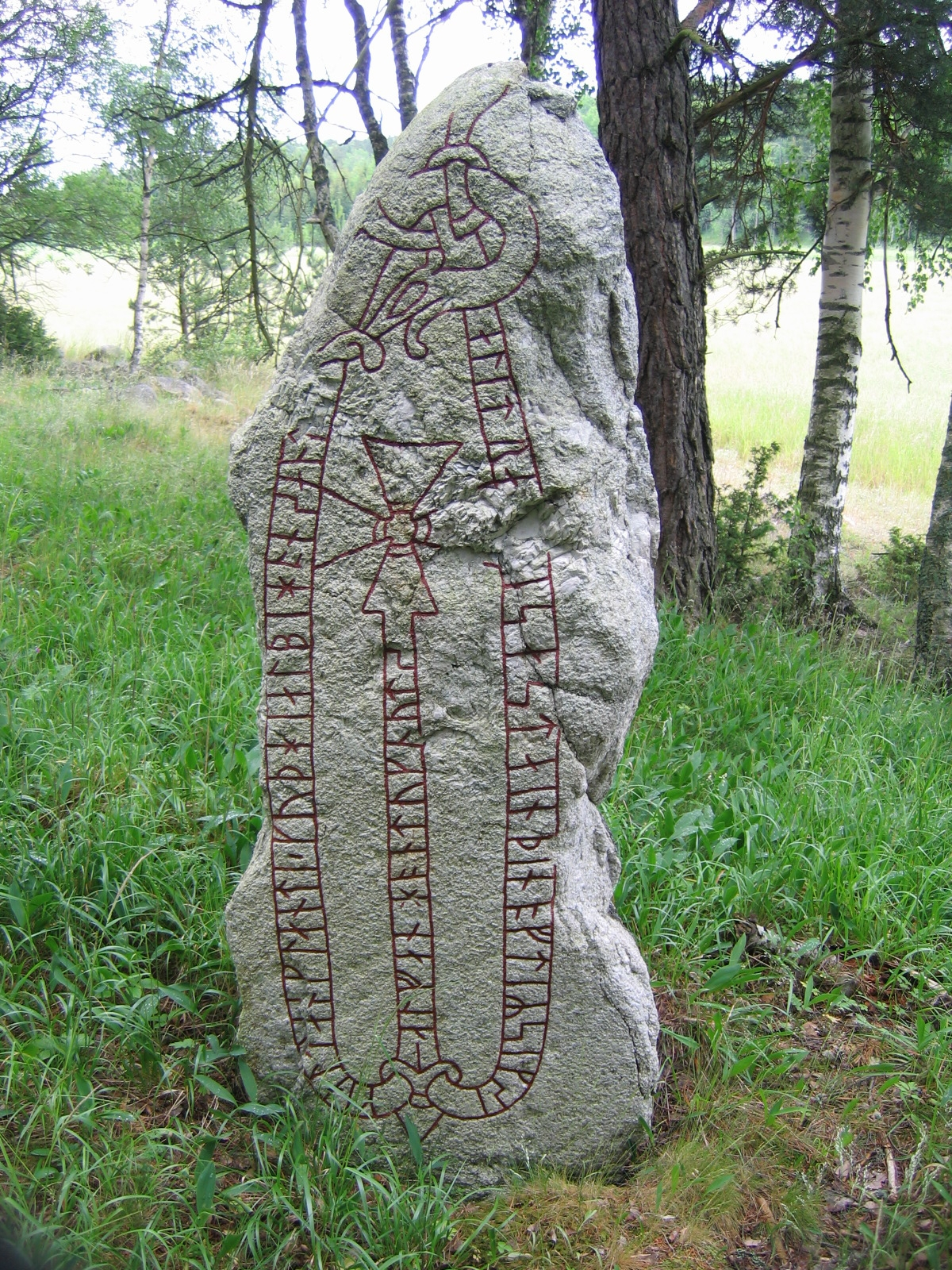
la piedra rúnica U 194, en una arboleda cerca de Väsby, Uppland, Suecia, erigida por un vikingo en conmemoración de su danegeld recaudado en Inglaterra.

Este tipo de extorsión contributiva no era única de Inglaterra: según Snorri Sturluson y Rimberto de Bremen, Finlandia y los estados Bálticos, pagaban el mismo tipo de tributo a los suecos. De hecho, en la crónica de Néstor citan a regiones del Jaganato de Rus que pagaban por su protección, un hábito que se extendía al este hasta Moscú, hasta que los finlandeses y las tribus eslavas bajo el mando del caudillo Vadim el Valiente se rebelaron y desviaron la atención de los varegos hacia otras tierras. De igual forma el pueblo lapón era frecuentemente extorsionado a pagar tributos en pieles y en la península ibérica donde los reinos cristianos contemporáneos eran receptores de tributaciones en oro procedente de los reinos de Taifas. 
Se estima que el total de dinero pagado por los anglosajones se acercó a los sesenta millones de peniques. Se han encontrado más monedas en peniques de aquel periodo en Suecia que en Inglaterra. En la granja donde se encuentra la piedra rúnica vikinga Sö 260 cita un viaje al oeste y en sus cercanías se encontraron reservas de varios cientos de monedas inglesas.

### Normandos
En el sur de Inglaterra el danegeld se basaba y era proporcional a un área agrícola suficientemente rentable como para sustentar a una familia, denominado hide, a excepción de Kent (el antiguo reino de Kent mantuvo durante mucho tiempo muchas tradiciones endémicas) donde la únidad de cálculo era el sulung de cuatro yugos, la cantidad de la tierra que podía ser arada en una temporada por un equipo de bueyes. En el norte la unidad típica era el carucate, o ploughland, equivalente al sulung de Kent y en East Anglia se tasaba por el hundred. En todas partes los impuestos se basaban en unidades impositivas relacionadas con la granjas y recaudado por el sheriff del condado. Los registros sobre los archivos de tasación e ingresos preceden la conquista Normanda, indicando un sistema que James Campbell describe como "viejo, pero no incambiable". Según David Bates, era un impuesto nacional de un tipo desconocido en Europa occidental, y J.A. Green afirma que el sistema impositivo medieval que ayudó a promocionar el danegeld fue el primero en reaparecer tras el colapso del Imperio Romano en Occidente.
Fue usado por Guillermo el Conquistador como método principal para costear sus guerras continentales, así como para sustentar los apetitos reales y sufragar los costes de las conquistas, más que para frenar a la amenaza vikinga. Guillermo y sus sucesores impusieron el geld frecuentemente comparado con los reyes anglosajones; el geld de los seis chelines de 1084 es famoso, y el geld de Ely en 1096, por ejemplo, doblaba el cambio ordinario.
Judith Green afirma que desde 1110, la guerra y el desastre del White Ship desembocó en posteriores incrementos adicionales de impuestos. Sobre 1130 Enrique I de Inglaterra impuso el danegeld anual, y dos chelines sobre el hide. El mismo año, según la crónica de Juan de Worcester el rey prometió suspender el danegeld durante siete años, una promesa renovada por su sucesor Esteban de Inglaterra en su coronación pero que incumplió más tarde. Enrique II de Inglaterra resucitó el danegeld en 1155/1156, pero en 1161/1162 es la última fecha documentada en un pergamino donde se comenta el impuesto, a partir de entonces cayó en desuso.
El importe de cambio medio del danegeld estaba en unas £2400 libras en 1129-30, que suponía el 10% del total (sobre £23,000 libras) que supuso aquel año. Hay mucho para criticar en la recaudación del danegeld antes de principios del siglo XII: estaba basado en antiguas evaluaciones basadas en la productividad de la tierra, y había numerosas reducciones, privilegios o exenciones, concedidas como señales de favor de la Corona, ajustados a circunstancias cambiantes, en este sentido el danegeld era más un instrumento flexible de uso político que otra cosa.

## Francia

### Bretaña
No hay certeza que el danegeld fuera un impuesto nacional recaudado por el Ducado de Bretaña. Si que hubo pagos en más de una ocasión, y en esos pagos había dinero al margen de otros bienes, pero no existen fuentes que impliquen la carga impositiva al pueblo por vía tributaria, aunque sea posible que ciertas cantidades pudieran recaudarse de esta forma. Es más presumible que los danegelds locales se recaudasen en tiempos de emergencia
En el año 847 el líder bretón Nominoe fue derrotado tres veces por algunos vikingos daneses antes de entrar en negociaciones y agasajarles con regalos para que abandonasen sus tierras, como se recoge en el contemporáneo Annales Bertiniani:
Dani partem inferioris Galliae quam Brittones incolunt adeuntes, ter cum eisdem bellantes, superant; Nomenogiusque victus cum suis fugit, dein [per] legatos muneribus a suis eos sedibus amovit.

Un pequeño grupo de daneses abandonaron Galia con la intención de asentarse entre los bretones. Tres veces entraron en batalla, y vencieron. El vencido Nominoe pudo escapar, cuando finalmente sus mensajeros llevaron regalos para retirar a los daneses de sus asentamientos.

La posibilidad de que los daneses fueran comprados con métodos que no fuesen otros que obtener dinero se sustenta con un incidente acaecido en el año 869, recogido en los mismos Annales Bertiniani y por el cronista Regino de Prüm. Ese mismo año Salomón I de Bretaña, puso fin a algunas incursiones paganas con el pago de 500 cabezas de ganado.
El ejemplo más típico de dangeld local se refleja en dos eventos concretos en el condado de Vannes. Según el cartulario de la Abadía de Redon, el obispo Courantgenus fue liberado de la cautividad vikinga en el 854 y muy probablemente el importe del rescate recaudado a nivel local. En el 855 los monjes de Redon tuvieron que rescatar al conde Pascweten de Vannes, de su cautiverio a cambio de un cáliz y una patena, que pesaban juntos setenta y siete sólidos en oro. Un tiempo más tarde el mismo Pascweten intentó recuperar las piezas sagradas a los paganos, y el pago también debió seguir el patrón del danegeld. Según Regino de Prüm, Pascweten en 873 pagó un dangeled por una cantidad sin revelar para obtener mercenarios vikingos y acosar a su rival por el trono ducal de Bretaña,  Vurfand, Conde de Rennes.

### Francia Oriental
El danegeld más importante de la época en Francia Oriental estuvo en manos de Carlos III el Gordo para finalizar con el Sitio de Asselt y facilitar la conversión al Cristianismo del caudillo vikingo Godofredo de Frisia y concederle el Ducado de Frisia en el año 882. Los danegelds se recaudaban en el reino oriental como necesidad, como en el caso del rescate del Conde Eberhard, a un "alto precio" en el 880, según Regino de Prüm.

### Frisia
El primer danegeld conocido en Frisia se recaudó en el año 810. Una flota danesa de unas 200 naves llegaron a la costa de Frisia, arrasando primero las islas costeras y luego tierra continental antes de derrotar a los frisones en tres batallas. Los victoriosos vikingos demandaron un alto tributo a los conquistados. Poco tiempo después se envió un informe a Carlomagno, en aquel tiempo en Aquisgrán considerando una campaña contra el rey danés Godofredo I de Dinamarca, asegurando que los frisones ya habían recaudado un tributo y pagado la suma de cien libras de plata. Estos hechos se encuentran registrados en los Annales regni Francorum y en la Vita Karoli Magni, ambos obra del historiador del emperador Eginhardo, y aparte Reichsannalen también llamados Annales Mettenses priores y los Annales Maximiniani, así como en el trabajo del llamado Poeta Saxo. la suma total se desconoce, pero indudablemente fue en forma de tributo, ya que Eginhardo en su Vita cita claramente: 
Danosque victores tributum victis inposuisse, et vectigalis nomine centum libras argenti a Frisionibus iam esse solutas.

Y los victoriosos daneses impusieron un tributo a los vencidos, en forma de impuesto por cien libras de plata de los frisones que ya se han entregado.

No hay más constancia de danegeld alguno en Frisia hasta finales del reinado de Ludovico Pío. En el 836 hombres del norte habían quemado Amberes y el mercado central de Wintla, aceptando abandonar la plaza bajo pago de un tributo, importe que los Anales de Fulda no especifica.
En el 837, bien porque los frisones no estaban preparados o no comulgaban con sus señores francos, algunos vikingos pudieron llegar a Walcheren, capturando a bastantes condes y otros líderes locales, matando algunos y manteniendo a otros para solicitar rescate. Entonces crearon "un censo" dondequiera que ellos iban, canalizando una infinita cantidad de dinero "de diversa clase" hacia sus cofres llegando hasta Dorestad donde extorsionaron a la población de la región con tributos antes de partir. Este evento está recogido en los Annales Fuldenses, Annales Bertiniani, Annales Xantenses, y la Vita Hludowici imperatoris de Thegan de Trier. En 846, durante el reinado de Lotario I, los vikingos obligaron a los frisones a ejecutar un censo para recibir tributo. Los anales Bertiniani y Xantenses registran como Lotario, aunque consciente del ultraje, fue incapaz de frenarlos, y los vikingos dejaron Frisia cargados de botín y esclavos.
El último danegeld recaudado por los frisones se pagó en el año 852 cuando 252 naves vikingas anclaron frente a las costas frisonas y exigieron un tributo (no se sabe de que tipo), pero que se consiguió satisfacer. Satisfecha la demanda, los vikingos abandonaron el territorio sin devastarlo, como se plasma en los Annales Bertiniani y la Miracula sancti Bavonis, una biografía de Bavón de Gante. Que todas las exigencias de los reyes vikingos se hicieron efectivas como tributo se hace evidente en el registro de los hechos del 873 cuando según los anales Fuldenses, Bertiniani, y Xantenses, el caudillo vikingo Rodulf Haraldsson envió mensajeros a Eastergoa demandando tributo. Los frisones respondieron que solo debían impuesto a su rey Luis el Germánico, y a sus hijos Carlomán de Baviera, Luis el Joven y Carlos III el Gordo, derivando en una batalla donde Rodulf murió y sus tropas dispersas. Más tarde, según fuentes del siglo X y la obra del historiador normando Dudo de Saint-Quentin, De moribus et actis primorum Normanniae ducum, el vikingo Rollo forzó a Frisia a pagar tributo, pero no es probable ya que todos los danegelds frisones fueron iniciativas de naturaleza local, recaudado por líderes locales y el pueblo, sin ayuda o aprobación real.

### Lotaringia
En Lotaringia solo se tiene constancia de una única recaudación como danegeld. En el año 864 Lotario II fue requerido a pagar cuatro denarios por cada manso feudal existente en el reino, así como un gran número de ganado, harina, vino y cerveza. El importe no se registró, y tampoco si se pagó como tributo, solo que se pagó al grupo de vikingos de Rodulf Haraldsson. Se ha sugerido que Lotairo imitó el ejemplo de Carlos el Calvo en el 860, cuando él y los vikingos de Weland atacaron a otro grupo asentado en la isla de Oscellus en el Sena, por lo que no se conoce cual fue realmente el motivo del pago o su resultado ya que no existe mención sobre ello, solo una breve reseña en los Annales Bertiniani:
Hlotharius, Hlotharii filius, de omni regno suo quattuor denarios ex omni manso colligens, summam denariorum cum multa pensione farinae atque pecorum necnon vini ac sicerae Rodulfo Normanno, Herioldi filio, ac suis locarii nomine tribuit.

Lotario, hijo de Lotario, recaudó de todo su reino cuatro denarios de cada manso, sumando a los denarios un gran pago en harina y ganado incluso vino y cerveza al normando Rodulf, hijo de Heriold, y a sus mercenarios.

Existe una historia de Dudo de Saint-Quentin en su De moribus et actis primorum Normanniae ducum sobre como Reginaldo de Lotaringia fue rescatado por su esposa en 880 a cambio de todo el oro de Hainault, pero probablemente es una leyenda.

### Francia Occidental
El primer pago danegeld en Francia Occidental tuvo lugar en el 845 cuando el caudillo vikingo Ragnar Lodbrok, amenazó con arrasar París. El ejército vikingo recibió un tributo de cerca de seis toneladas de plata y lingotes de oro. En noviembre de 858 se recaudó un danegeld para pagar al caudillo Bjørn, que había hecho estragos en el Sena y su distrito durante el año anterior (857).
En el 862 dos grupos de vikingos; uno, el más grande de dos flotas recientemente expulsadas del Sena por Carlos el Calvo, y otro, una flota de regreso de una expedición en el Mediterráneo, convergen en Bretaña. Los procedentes del Mediterráneo son contratados y sirven a Salomón I de Bretaña para arrasar el Valle del Loira. Roberto el Fuerte, Marqués de Neustria, capturó a doce de sus naves, matando a todos los que encontró a bordo a excepción de unos pocos que escaparon. Entonces negoció con el otro grupo vikingo del Sena, y fueron contratados contra Salomón por seis mil libras de plata con el único propósito de prevenir que entrasen a su servicio; probablemente esperaba que Salomón les contratase para reemplazar a los vencidos vikingos del Mediterráneo y atacar Neustria desde dos frentes, las naves vikingas ascendiendo por el Loira y las tropas bretonas invadiendo por tierra. No obstante el pacto entre francos y vikingos no duró más de un año ya que en 863 Salomón hizo las paces con los vikingos, y con un frente menos, devastó Neustria.